# Liste der Baudenkmale in Ripdorf
In der Liste der Baudenkmale in Ripdorf sind die Baudenkmale des niedersächsischen Ortes Ripdorf aufgelistet. Dies ist ein Teil der Liste der Baudenkmale in Uelzen. Der Stand der Liste ist der 21. November 2021.
Die Quelle der  IDs und der Beschreibungen ist der Denkmalatlas Niedersachsen.

## Ripdorf
Ripdorf liegt direkt östlich des Elbe-Seitenkanals. Der Ort besteht aus drei Höfen und wenigen Wohnhäusern.

### Einzeldenkmal in Ripdorf
| Lage                                    | Bezeichnung | Beschreibung | ID       | Bild |
| --------------------------------------- | ----------- | --- | -------- | ---- |
| Ripdorf 25 52° 59′ 24″ N, 10° 34′ 33″ O | Wohnhaus    | Eineinhalbgeschossiger freistehender Backsteinbau mit Mittelrisalit und Ziersteinsetzungen unter ziegelgedecktem Satteldach. Erbaut 1885 (i). Ehemalige Hofstelle Nr. 102. | 31007758 | BW   |